# Ugrenet edderkopurt
Ugrenet edderkopurt (Anthericum liliago) er en blomstrende plante i familien Asparagaceae. Det er hjemmehørende i fastlands-Europa (ikke de britiske øer) og Tyrkiet, vokser i tørre græsgange, overdrev, stenede steder og åbne skove og blomstrer i forsommeren. I Sverige vokser de nordligste stabile bestande langs søen Sommens klippefyldte kyster, og er fundet så langt meod nord som Uppland (60° N).
Bestanden i Danmark er stabil, men er regnet som en truet art på den danske rødliste.